# Saint-Sauveur (Vienne)
Saint-Sauveur – miejscowość i dawna gmina we Francji, w regionie Nowa Akwitania, w departamencie Vienne. W 2013 roku liczba ludności wynosiła 1103 mieszkańców. 
W dniu 1 stycznia 2016 roku z połączenia dwóch ówczesnych gmin – Saint-Sauveur oraz Senillé – utworzono nową gminę Senillé-Saint-Sauveur. Siedzibą gminy została miejscowość Saint-Sauveur. 